# Joppocryptus scutellaris
Joppocryptus scutellaris là một loài tò vò trong họ Ichneumonidae.